# نخر شوفاني
نخر شوفاني (الاسم العلمي:Tilletia avenae) هو نوع من الفطريات يتبع جنس النخر من الفصيلة النخرية.